# اسپانکس
اسپانکس (انگلیسی: Spanx) شرکت پوشاک آمریکایی است، که در سال ۲۰۰۰ توسط سارا بلکلی تأسیس شد.